# Міняйло Михайло Павлович
Миха́йло Па́влович Міня́йло  (народився 18 жовтня 1925 року, с. Куземин, Охтирського району Сумської області — помер 28 листопада 1991 року, м. Охтирка) — народний майстер, різьбяр по дереву, член СХУ (1985).

## Біографія
Навчався у сільській школі, освіта 7 класів, природне обдарування розвивав самостійно, без фахової освіти.
Під час Другої світової війни був розвідником, мав поранення, нагороджений двома орденами Червоної Зірки, Орденом Слави III ступеня і п'ятьма медалями.
У післявоєнні часи працював вибійником на шахтах Донбасу, слюсарем. В с. Куземин повернувся інвалідом II-ї групи у 1961 році.
З 1969 року працював в Охтирському лісгоспзазі у сувенірному цеху, багато зробив для відродження художніх промислів на Сумщині.
Помер 28 листопада 1991 року.

## Творчість
Мистецький доробок майстра — понад 50 скульптурних композицій, складних, реалістичних, позначених епічно-романтичним настроєм.
Улюблені теми: кобзарство, Київська русь, Велика вітчизняня війна, жанрово-побутова та анімалістична.
З 1970 року — учасник обласних, республіканських та всесоюзних виставок майстрів народного мистецтва.
Появу в різьбярстві талановитого майстра помічають мистецтвознавці, зокрема О. Чарновський у книзі "Українська народна скульптура".
У 1983 — 1984 — роботи експонувались на міжнародних виставках у Польщі, Австрії, Данії, Португалії, Швеції, Індії.
Персональної виставки в Україні не дочекався.

## Роботи
"Лісова пісня" — 1971 р.
"Козак Мамай" — 1971 р.
"Кобзарі" — 1972 р.
"Поєдинок" — 1972 р."Перший урок" — 1974 р.
"Ковалі" — 1976 р.
"У чужому саду" — 1979 р.
"Біля брами" — 1981 р.
"Дума" — 1981 р.
"Двобій" — 1987 р.
"Подружились" — 1987 р.
"Ті, що зустрічають" — 1987 р.
"Втеча з полону" — 1989 р. та інші.
Роботи майстра зберігаються у музеях Запоріжжя, Харкова, Сумському художньому музеї ім. Н. Онацького (7 творів), Охтирському краєзнавчому музеї та Київському державному музеї українського народного декоративного мистецтва (30 творів).